# Civil Aviation Authority of the Philippines
De Civil Aviation Authority of the Philippines (afgekort: CAAP) is het agentschap van het Filipijnse Ministerie van Transport en Communicatie dat verantwoordelijk is voor het implementeren van beleid op het terrein van de burgerluchtvaart in de Filipijnen en bovendien onderzoek doet naar incidenten in de burgerluchtvaart in dat land.

## Geschiedenis
Op 31 maart 2010 kwamen de Filipijnse luchtvaartmaatschappijen en CAAP negatief in het nieuws toen de Europese Unie alle Filipijnse luchtvaartmaatschappijen op de zwarte lijst zette. De maatregel werd uit voorzorg genomen en was gebaseerd op de beslissing van de Amerikaanse luchtvaartautoriteit FAA, die de beoordeling van de Filipijnse veiligheidssituatie eerder al had omlaaggebracht naar categorie 2. Ook de Internationale luchtvaartorganisatie ICAO had al eerder haar zorgen geuit over de veiligheidsinspecties in de Filipijnen. Hoewel geen van de Filipijnse maatschappijen direct getroffen werd, omdat ze geen van alle op Europese luchthavens vliegen, bleek de maatregel wel van grote invloed op het aantal Europese toeristen. Veel Europese reisorganisaties uit met name Duitsland, Frankrijk en Engeland, annuleerden direct na het ingaan van de maatregel hun georganiseerde reizen in het land, omdat deze gebruikmaken van binnenlandse vluchten. De directeur van CAAP verklaarde dat de veiligheid van de Filipijnse luchtvaart niet in het geding is. De oplossing zou liggen het aanpassen van de auditregels zodat ze aan de internationale standaarden voldoen. Daarnaast kondigde hij een grootschalige reorganisatie van CAAP aan, waarbij alle 170 consultants ontslag aangezegd kregen.
In 2013 werd Philippine Airlines (PAL) weer toegelaten in Europa. Een jaar later volgde Cebu Pacific. Na een inspectie door de luchtvaartexperts van de EU werden in juni 2015 ook het restant van de Filipijnse luchtvaartmaatschappijen van de zwarte lijst gehaald.